# Swing (hudba)
Swing je jazzový styl, který se utvářel od konce 20. let 20. století a v němž došlo k širšímu uplatnění jazzu jako populární taneční hudby a k míšení černošských a bělošských prvků. Tvoří přechod od tradičního (historického) k modernímu jazzu.
Swing se formoval jako vývojové stádium tradičního jazzu v letech 1927–1935 a největší slávu sklízel ve třicátých a čtyřicátých letech. Oproti tradičnímu jazzu má swing zpravidla houpavé frázování (neboli shuffle, či prostě swingový rytmus), podobný blues. Notový zápis bývá realizován ve 4/4 taktu a houpavost rytmu je způsobena tím, že běh osmin se nehraje pravidelně, ale každá sudá osminová nota se hraje se zpožděním – tzv. "swingování" (rytmus podobný triole, resp. čtvrťová + osminová nota v triole). To se může v pomalých tempech blížit až tečkovanému rytmu, v rychlých tempech lze naopak houpavost podpořit spíše akcentováním sudých osmin, než snahou dodržovat trioly.
Je nerozlučně spojen s Benny Goodmanem, výborným klarinetistou, vedoucím různých souborů, které hrály swing v jeho klasické podobě. Benny byl jedním z prvních bělochů, kteří se prosadili v černošském hudebním stylu. Jeho skladby byly originální a na rozdíl od černošských interpretů je hrál s jakýmsi evropským nádechem.
Po velké hospodářské krizi na přelomu dvacátých a třicátých let nemělo již publikum pochopení pro hýřivý (tradiční) jazz. V roce 1932 skončila americká prohibice, sice ambiciózní, ale nakonec neúspěšný experiment. Uhlazený a optimistický swing je tedy reakcí na Nový úděl amerického prezidenta Franklina Delano Roosevelta, kdy společnost pomalu získávala opět svou naději a jistotu.
Doba swingu byla zároveň epocha velkých orchestrů (big bandů) složených ze tří až pěti saxofonů, dvou až čtyř trubek a jednoho až čtyř trombónů, k tomu je navíc třeba připočítat nezbytnou rytmickou část – klavír, bicí soupravu, kontrabas a kytary; vedle toho ale stále existovaly malé hudební skupinky nejrůznějších sestav. Ve swingových orchestrech se zcela poprvé setkávali černí i bílí muzikanti na jednom pódiu.
Mezi legendární swingové a jazzové big bandy té doby např. patřil, mimo jiné, i v Československu velmi populární a svým způsobem i dodnes legendární Orchestr Glenna Millera. Jeho originální a nezaměnitelný zvuk orchestru spočíval v tom, že Glenn Miller nahradil trubku, hrající melodickou linku (nejvyšší tón akordů), klarinetem, podle toho jej jeho milovníci hned poznali.
Po druhé světové válce už swing nepředstavoval veškerý hudební střední proud, pro mnohé už byl příliš uhlazený a hodil se jen jako taneční hudba. Po válce mělo v Československu téměř každé okresní město svůj vlastní velký taneční orchestr, sice amatérský, který hrál k tanci na tanečních zábavách a estrádách. Na přelomu 60. a 70. let jejich éra skončila nástupem elektrofonických kytar. Přišla móda The Beatles, v Československu bigbítu. Byly tu i důvody ekonomické – pořadatel chtěl na zábavě vydělat, čtyři mladíci s elektrickými kytarami byli levnější než velký taneční orchestr. Jazz se ubíral neklidnějšími cestami bopu a coolu a pozornost středního proudu posluchačů na sebe převzali sóloví zpěváci jako byl Frank Sinatra, kterým velké orchestry nemohly konkurovat, jen je doprovázet.
Mezi americkými swingovými big bandy a jejich kapelníky vynikali zejména Count Basie, Jimmie Lunceford, Andy Kirk, mezi bělošskými muzikanty Benny Goodman, Jimmy Dorsey a jeho bratr Tommy Dorsey, Woody Herman a Glenn Miller.

## Swing v českých zemích
V českých zemích tento styl zažil největší rozmach ve čtyřicátých letech. Během německé okupace však nebylo možné se otevřeně hlásit k americkým vzorům, přičemž nacisté považovali swing – jakožto hudbu vycházející z jazzu – za hudbu méněcenné rasy. Mezi nejvýznamnější orchestry patřil orchestr Karla Vlacha, R. A. Dvorský a jeho Melody Boys, orchestr Emila Ludvíka, orchestr S. E. Nováčka, orchestr Jaroslava Maliny a další. Ze zpěváků např. Inka Zemánková, Arnošt Kavka nebo Sestry Allanovy. Druhá světová válka předčasně ukončila život několika významným hudebníkům. Další problémy přišly po skončení války s obviněními ohledně spolupráce s Němci. Definitivním zlomem se stal nástup komunismu v roce 1948. Orchestry byly znárodněny a v padesátých letech zavedeny ideově ovlivňované zkoušky. Přesto přese všechno mezi nejlepší poválečné české swingaře dodnes patří, mimo jiné, třeba Karel Vlach, Gustav Brom, Karel Hála, Richard Adam, ze zpěvaček Eva Pilarová či Ondřej Havelka a jeho Melody Makers.